# 筑紫国
筑紫国（つくしのくに、7世紀ごろまで）は、現在の福岡県のうち東部（豊国の地域）を除いた範囲にあたる。古代の国である。645年の大化の改新と律令制により筑前国・筑後国（令制国）に分割された。
本項では、併せて筑紫国国造の筑紫国造についても解説する。

## 概要
『古事記』・国産み神話においては、隠岐の次、壱岐の前に筑紫島（九州）を生んだとされ、さらにその四面のひとつとして、別名を「白日別（シラヒワケ）」といったとされる。
一方、『日本書紀』では、八島の一つとして九州全体が筑紫洲と表記され、その中に筑紫国、火国、豊国、日向国が現われるが、『古事記』の四面にあたるものは現われない。

## 地理
筑紫国の範囲は現在の福岡県のうち、北九州市などのある東側（豊国）の地域を除いた部分で、のちの筑前国・筑後国の範囲にあたる。南側で火国（熊本県）に接している。
7世紀末までに筑前国と筑後国とに分割された。両国とも筑州（ちくしゅう）と呼ばれる。また、筑前国と筑後国の両国をさす語としては、二筑（にちく）・両筑（りょうちく）も用いられる。
筑前国をなした郡は下記の通り
- 志摩郡（しまぐん）
- 怡土郡（いとぐん）
- 早良郡（さわらぐん）
- 那珂郡（なかぐん）
- 席田郡（むしろだぐん）
- 御笠郡（みかさぐん）
- 糟屋郡（かすやぐん）
- 宗像郡（むなかたぐん）
- 遠賀郡（おんがぐん）
- 鞍手郡（くらてぐん）
- 穂波郡（ほなみぐん）
- 嘉麻郡（かまぐん）
- 夜須郡（やすぐん）
- 安佐久良郡・朝座郡（あさくらぐん）
（のちの上座郡、じょうざぐん、下座郡、げざぐん）

筑後国をなした郡は下記の通り
- 御原郡（みはらぐん）
- 生葉郡（いくはぐん）
- 竹野郡（たけのぐん）
- 山本郡（やまもとぐん）
- 御井郡（みいぐん）
- 三瀦郡（三潴郡）（みづまぐん）
- 陽咩郡・八女郡（やめぐん）
（延喜式の前に上妻郡かふづまぐん、下妻郡、しもつまぐん、となった）
- 山門郡（やまとぐん）
- 三毛郡（三池郡）（みけぐん）

なお、「筑紫」の名を持つ郡としては、福岡県筑紫郡が存在したが（近代以降の明治29年（1896年）4月1日から平成30年（2018年）9月30日まで）、この郡は御笠郡・那珂郡・席田郡（すべて旧筑前国）の区域をもって発足した。発足当時の郡域は、現在の福岡市の一部と筑紫野市、春日市、大野城市、太宰府市、那珂川市の全域にあたる。このうち、旧筑前国御笠郡原田村（現在の福岡県筑紫野市原田）には、筑紫国造の氏神である筑紫神社（#氏神参照）があり、また、旧原田村に隣接して旧筑前国御笠郡筑紫村（現在の福岡県筑紫野市筑紫）があってこれも筑紫の名を持つ。
「筑紫」の名を持つ自治体としては、筑紫村もあった。
江戸時代の貝原益軒の説によると、筑前は古来、異国から「大宰府」へ向かう重要な路があり、それが石畳にて造られていた。それを称して「築石」といい、これがなまって「筑紫」となったのである。石畳の道は筑前の海岸に現存しているという。また「筑紫」とは「西海道」（九州）全てではなく「筑前」のみを言ったとしている。
街道
博多から日田までは、大宰府を経由する日田街道があり、日田街道は日田から先も、火国（熊本県）、豊国（北九州市・大分県）、日向国（宮崎県）の各方面に伸びている。
港
- 博多湾は、西岸は伊都国（糸島市）があった場所であり、東岸には橿日宮（香椎宮、福岡市）が造営され第14代仲哀天皇が在したことがある。東岸の筥崎宮は、第60代醍醐期により平安時代に造営されたものである。

## 歴史

### 弥生時代後期
3世紀に編纂された魏志倭人伝によれば、筑紫島の玄界灘側には、伊都国（いとこく）、奴国（なこく）などの国があり、伊都国には一大率などの検問機関がおかれ、邪馬台国の国と帯方郡のあいだの貿易港として栄えていた。
248年に邪馬台国の卑弥呼が没したが、その後、帯方郡の武官長政が266年まで滞在していた。朝鮮半島では高句麗の南下により、313年、魏が支配していた楽浪郡が滅び、邪馬台国の貿易相手だった帯方郡も衰退していき、5世紀には漢人の都市は、百済次いで高句麗の支配下に置かれており、倭国にも朝鮮の各民族の影響が強まったと思われる。

### 古墳時代
『先代旧事本紀』「国造本紀」には成務天皇の御代に筑紫国造が設置されたと見え、『日本書紀』には怡土県主や水沼県主、岡県主などの存在が確認できる。4世紀前半には筑紫国造に関連する八女古墳群などが築造されはじめ、7世紀前半まで古墳文化が続くこととなる。部民制や品部の制度のもと、古墳を築造する土師部などの職業の世襲制の定着が顕著になった。
『日本書紀』によれば筑紫国には豪族の菟狭津彦がおり、神武東征の逸話では、日向国から出立した神武天皇のために一柱騰宮（あしひとつ あがりのみや）を造営して饗応したとされる。
また『日本書紀』によれば、第8代孝元天皇の皇子に大彦命（四道将軍の一人）がおり、先述の「国造本紀」によれば、大彦命の後裔である田道命（日道命）が初代筑紫国造となったとされる（古代日本の地方官制）。
第14代仲哀天皇の御代には、橿日宮にいた神功皇后による馬韓・弁韓・辰韓（それぞれのちの百済、任那と加羅、新羅の地域）への三韓征伐について逸文がある。この直前に皇后が武内宿祢を召して那珂郡に作った裂田の溝（うなで、神田の設備）は、日本最古の用水路であり現在も利用されている。
第15代応神天皇の御代には、秦の始皇帝の五世の孫であり、半島に移り住んだ秦人の集団の首領である弓月君が百済から日本に到り、その族人が帰化したとされる。
527年（第26代継体天皇即位21年）、新羅阻止のために朝鮮半島に出兵する近江毛野と、新羅と通じていたとされる筑紫国造の豪族筑紫君磐井とのあいだで磐井の乱が起きた。また、531年に北魏から善正上人が渡来して霊泉寺を創設して修験道を作った。

### 令制以後
663年、白村江の戦いで新羅・唐連合軍に敗戦したヤマト政権は筑紫国に大宰府を置くこととし、また令制を整備しはじめ、7世紀末には、筑紫国を筑前国（現在の福岡県西部に当たる）と筑後国（現在の福岡県南部にあたる）に分割した。
731年（天平3年、第45代聖武天皇期）には、住吉三神を祀る志賀海神社（福岡県福岡市、住吉神社系）が、「那珂郡阿曇社三前」や「志賀社」として『住吉大社司解』には記載された。
859年（貞観元年）には、筑紫神社が神階奉授を受けた記録がある（六国史）。
平安時代の筑前国については、藤原時平が大宰府に菅原道真を左遷して道真が没したのちに疫病や天変地異が続き、919年（延喜19年）に大宰府天満宮、921年（延喜21年）に筥崎宮が、第60代醍醐天皇により造営された。

## 筑紫国造
筑紫国造（つくしのくにのみやつこ、つくしこくぞう）は、のちに筑前国・筑後国となる地域（筑紫国）を支配した国造である。本貫は、筑後国上妻郡であったとされる。現在の福岡県八女郡。
「筑紫国造」は『日本書紀』における表記で、『先代旧事本紀』「国造本紀」においては、「筑志国造」と表記される。ただし『国造本紀考』 （105コマ目）によれば、「国造本紀」における表記も筑紫国造であるという。

### 祖先
- 『日本書紀』によれば、大彦命（孝元天皇（第8代天皇）の皇子で、四道将軍の一人）が筑紫国造など計7族の始祖であるという。
- 『先代旧事本紀』の「国造本紀」によれば、成務天皇（第13代天皇）の時代に阿倍氏（姓は臣）の同祖である大彦命の5世孫にあたる人物が初代筑志国造（または筑紫国造。表記参照。）に任命されたという。この人物の名の表記については同じ「国造本紀」でも「田道命」と記すもの（度会延佳神主校正鼇頭旧事紀[5][6]）と「日道命」と記すもの（前田侯爵家[注 5]所蔵安貞年間古写本[5][6]・佐伯有義氏所蔵別本所引清魚県主本所引イ本[6]）と「曰道命」と記すもの（神宮文庫本[6]）がある。

### 氏族
筑紫氏（姓は君・公）。『日本書紀』が筑紫国造だったと記す後述の筑紫磐井について、『古事記』は竺紫氏（姓は君）だったと記す。筑紫氏は阿部氏（姓は臣）とは同祖とされる。史書では7世紀末までこの氏の一族の名が見られ、その活躍が認められている。

### 氏神
筑紫国造の氏神は、福岡県筑紫野市原田（旧筑前国御笠郡）にあり筑紫国の国名を負う筑紫神社（ちくしじんじゃ/つくしじんじゃ、北緯33度27分25.66秒 東経130度32分34.17秒 / 北緯33.4571278度 東経130.5428250度）である。この神社は「筑紫の神」（筑紫の国魂）を主祭神とする。元々旧筑前筑後二国の国境付近にある城山の山頂に祀られていたが麓に移されたという説（続風土記拾遺）、当初から現在地に祀られたという説（続風土記）がある。この神社を筑紫君・肥君が祀ったという所伝が存在し特に注目されている。当地は筑紫君の勢力圏内であるが、肥君が本拠地の九州中央部から北九州に進出したのは6世紀中頃の磐井の乱が契機で、この所伝にはその進出以後の祭祀関係の反映が指摘される。

### 関連神社
- 劔神社（つるぎじんじゃ、北緯33度45分24.25秒 東経130度42分10.28秒 / 北緯33.7567361度 東経130.7028556度）
福岡県直方市（旧筑前国鞍手郡）下新入にある神社。往古は「倉師（くらじ）大明神」と称えられたが、この「くらじ」は筑紫国造の鞍橋君（くらじ の きみ、#人物参照）に由来する可能性がある。なお鞍手郡（くらてぐん）の「くらて」または「くらで」は、鞍橋君の「くらじ」が訛ったものとされる。また、この神社の祭祀の始祖は、筑紫の国造田道の命（#祖先参照）で、筑紫物部を率いて神々を祀ると云う。また、長田彦（#子孫参照）が神官となった。
- 鞍橋神社（くらじじんじゃ[13]）
福岡県鞍手郡鞍手町長谷（旧筑前国）の飯盛山にある神社。鞍橋君（#人物参照）が祀られている[14]。

### 八女古墳群
八女古墳群は八女丘陵の範囲にあり、前方後円墳12基・装飾古墳3基を含む古墳約300基からなる。その築造は4世紀前半から7世紀前半に及ぶ。筑紫君（筑紫国造の氏族。#人物を参照。）一族の墓に相当すると推定されている
以下に筑紫国造の墓と関係すると思われる八女古墳群中の古墳を記載する。なお以下の古墳はすべて旧上妻郡内にある。
- 石人山古墳（せきじんさんこふん、北緯33度14分14.5秒 東経130度31分03.4秒 / 北緯33.237361度 東経130.517611度） -  福岡県八女郡広川町一条にある全長107メートルの前方後円墳。5世紀前半～中頃の築造。この古墳は昭和中頃までは磐井の墓とする説が有力視されていた[16]が、現在は岩戸山古墳の2世代前にあたり磐井の祖父の墓であると推定されている[17]。

- 鶴見山古墳（つるみやまこふん、北緯33度13分59.1秒 東経130度34分27.3秒 / 北緯33.233083度 東経130.574250度）- 福岡県八女市豊福にある墳長87.5メートルの前方後円墳。6世紀中頃の築造で、岩戸山古墳の次世代にあたる古墳である。近年、磐井の息子・葛子（くずこ、後述）の墓である可能性が高いとの見方が有力になっている[1]。ただし葛子の墓を鶴見山古墳と同じく岩戸山古墳次世代であり八女古墳群中の古墳である八女市吉田所在の乗場古墳（のりばこふん、北緯33度13分51.8秒 東経130度33分26.7秒 / 北緯33.231056度 東経130.557417度）か八女郡広川町六田所在の善蔵塚古墳（ぜんぞうづかこふん、北緯33度14分02.4秒 東経130度34分04.2秒 / 北緯33.234000度 東経130.567833度）に推定する説[18]もある。

- 岩戸山古墳（いわとやまこふん、北緯33度13分47.49秒 東経130度33分9.77秒 / 北緯33.2298583度 東経130.5527139度）- 福岡県八女市吉田にある前方後円墳。現在では『筑後国風土記』逸文に詳述されている筑紫磐井（後述）の墓に比定されている[16]。この古墳の墳丘長は135メートルで、北部九州では最大、かつ当時の畿内大王墓にも匹敵する規模の古墳である[16]。その築造年代は6世紀前半と推定され『日本書紀』の年代と一致し、また石人・石馬を含む多くの石製品が出土し、古墳東北隅には別区の存在も確認され、多くの点で『筑後国風土記』逸文とも一致を見せている[16]。

### 人物
以下に筑紫国造を務めた著名な者を記載する。
- 筑紫磐井（つくし の いわい、生年不詳 - 継体天皇22年（528年?[注 10]））
6世紀前半（古墳時代後期）の豪族。古事記では氏が竺紫、名が石井となっている。『日本書紀』は筑紫国造だったとするが、これは後世の潤色と見られるとする説[19][20]もある。『日本書紀』によれば、528年11月11日にヤマト王権に対する反乱（磐井の乱）を起こし物部麁鹿火率いる王権軍に敗れて殺されたという。墓については#八女古墳群を参照。
- 鞍橋君（くらじ の きみ、生没年不詳）
6世紀中頃（古墳時代後期）の豪族。欽明天皇15年（554年）に内臣に率いられ百済への援軍として朝鮮半島に渡った一団の一人と考えられる[21]。このときに百済王子余昌（のちの威徳王）が新羅兵に包囲されたとき、矢をつぎつぎと放ち敵の包囲を射ち破ったことで、余昌たちを間道から脱出させた。弓が得意であり、つかう強弓の威力はすさまじく、敵の騎兵の鞍橋（馬鞍の前後に付くアーチ）を射抜いてさらに鎧にまで矢が通る程であった。鞍橋君の名は戦後この活躍にちなみ余昌より贈られた尊名である[22]。福岡県・筑前国の郡である鞍手郡やその中にある鞍手町の名「くらで」は、鞍橋君の「くらじ」が訛ったものとされる。また、福岡県直方市（旧鞍手郡）にある劔神社（#関連神社参照）は往古は「倉師（くらじ）大明神」と称えられたが、この「くらじ」は鞍橋君に由来する可能性がある。

### 子孫
- 筑紫葛子（つくし の くずこ）
6世紀（古墳時代後期）の豪族。筑紫国造であったかは不明。上記筑紫磐井の子。『日本書紀』によると、528年11月に父の筑紫磐井が磐井の乱で敗死したため、同年12月に葛子は連座による死罪を贖うことを求め、糟屋屯倉（旧筑前国糟屋郡付近、現在の福岡県糟屋郡・福岡市東区付近に比定[8]）を朝廷に献じて死罪を免ぜられたという[8]。